# Senohraby
Senohraby (en allemand : Senochrab) est une commune du district de Prague-Est, dans la région de Bohême-Centrale, en République tchèque. Sa population s'élevait à 1 245 habitants en 2020.

## Géographie
Senohraby est arrosée par la Sázava, qui forme la limite sud de la commune, et se trouve à 4,5 km au nord de Mnichovice, à 11,5 km au sud-sud-est de Říčany et à 30 km au sud-est du centre de Prague.
La commune est limitée par Mirošovice au nord, par Hrusice, Ondřejov et Kaliště à l'est, par Lštění au sud, par Čtyřkoly au sud-ouest, et par Pětihosty et Pyšely à l'ouest.

## Histoire
La première mention écrite de la localité date de 1444.

## Transports
Par la route, Senohraby se trouve à 6,5 km de Mnichovice, à 17 km de Říčany et à 34 km du centre de Prague.